# Patricia Rivadeneira
Patricia Rivadeneira Ruiz-Tagle (Santiago del Cile, 1964) è un'attrice e gestore culturale cilena.
Vive e lavora tra Italia e Cile. Considerata musa dell'avanguardia artistica in Cile. Ha lavorato nel cinema, teatro e televisione dal 1986. È stata nominata Addetto Culturale del Cile in Italia dal Presidente Ricardo Lagos, incarico svolto tra il 2001 ed il 2006.
Tra il 2007 e il 2011 ha ricoperto l'incarico di Segretario Culturale dell'Istituto Italo-Latinoamericano (IILA).
Nel 2012 riprende la sua carriera di attrice, lavorando in Italia e Cile.

## Biografia
È la maggiore fra tre sorelle, figlie di Francisco Javier Rivadeneira e Carmen María Ruiz-Tagle. Si è formata dalle Ursulinas e nel Colegio Sagrado Corazón. Appena finito il percorso scolastico prende coscienza del fatto di vivere sotto un regime dittatoriale, iniziando un cammino di ricerca della verità politica e filosofica che la separa dal suo contesto e che segnerà tutta la sua carriera.
Decide di studiare Teatro, tanto per vocazione quanto per la necessità di esprimersi pubblicamente in un'epoca di repressione. Inizia la sua carriera professionale ai 20 anni con due ruoli da protagonista: viene invitata dalla compagnia cilena Teatro-Circo diretta da Andrés del Bosque per interpretare Alice in Play Strindberg di Durrenmat e Canal 13 le offre il ruolo di Soledad Barca nella telenovela Secreto de Familia.
Conosce il pittore Carlos García, padre del suo unico figlio Adriano. In quel periodo fonda il gruppo multimedia Cleopatras, composto da giovani attrici, musicisti e artisti visivi. Il gruppo era composto da Tahía Gómez, Cecilia Aguayo e Jacqueline Fresard e parteciparono nelle sue diverse tappe musicisti ed artisti come Archi Frugone, Javiera Parra, María José Levine, Jorge González, Enzo Blondel.
Ha lavorato e sviluppato il teatro sperimentale in Cile assieme al regista e coreografo Vicente Ruiz, che fa una proposta estrema di teatro performance sorprendendo un pubblico addormentato dal coprifuoco e dalla paura.
Ha fatto parte della cosiddetta Resistencia cultural che negli anni ottanta si oppose alla censura del regime militare di Augusto Pinochet, aprendo nuovi spazi di libertà, denunciando la repressione culturale e dando il via all'esplosione dell'avanguardia artistica degli anni ottanta e '90, in un contesto emarginato ed isolato dai mezzi di comunicazione ma con una grande partecipazione del pubblico.
La sua performance più emblematica è quella del Museo de Bellas Artes di Santiago (1992), nella quale appare crocifissa e avvolta nella bandiera nazionale per protestare contro la discriminazione delle minoranze etniche e sessuali in Cile e che aprì un dibattito etico in tutto il paese.
Nel 1993 passa a far parte della compagnia El Bufón Negro diretta da Alejandro Goic. Il gruppo lavora unito per quasi un decennio diventando un punto di riferimento nel teatro contemporaneo cileno.
Parallelamente a suo mestiere di attrice lavora nell'ambito della gestione culturale sviluppando progetti di grande impatto pubblico convocando artisti di diversi discipline. Memorabile fu la Retrospettiva 10 Anni di Arte giovane: conferenze, mostre, seminari, concerti, spettacoli, con la partecipazione de più grandi artisti e creatori del Cile come Bororo, Samy Benmayor, Pablo Domínguez, Andrés Pérez, Marco Antonio De la Parra, Alejandro Jodorowsky, Gonzalo Justiniano, Gonzalo Contreras, Carlos Cabezas, Benjamín Galemiri, Ramón Griffero nel Centro Culturale di Spagna di Santiago (1995).
Si unisce alla campagna presidenziale di Ricardo Lagos, formando un comitato per stabilire le basi del Consejo Nacional de la Cultura y las Artes, nel quale parteciparono distinte personalità del mondo culturale. Partecipa allo sviluppo di programmi per la gioventù, politiche di televisione pubblica e nel coordinamento del mondo artistico e delle industrie culturali.
Nel 2000 viene nominata Addetto Culturale del Cile in Italia, paese nel quale si trasferisce col figlio. Inizia una nuova fase professionale lasciando da parte la sua carriera di attrice, si dedica al compito di ambasciatrice culturale, realizzando alcuni emblematici programmi come il primo Padiglione del Cile nella 49ª Bienal de Venecia (2001) con l'opera About Cage, di Juan Downey – Menzione d'Onore dalla Giuria, la partecipazione del Cile come ospite d'onore nel' II Festival de Fotografia di Roma nel Mercato Traiano, la mostra Artisti Emergenti Italia-Cile, la riedizione del cinquantenario de I Versi del Capitano di Pablo Neruda e la direzione artistica delle celebrazioni del Centenario della nascita di Pablo Neruda in tutta Italia durante 2004.
Nel 2006 si sposa con l'artista designer romano Andrea Orsini e tra maggio 2007 e giugno 2011 svolge l'incarico di Segretario Culturale dell'IILA, promuovendo iniziative per valorizzare l'ampio e ricco patrimonio culturale latinoamericano. Durante la sua gestione si avviano diversi programmi a lunga scadenza come il Premio IlLA FotoGrafia in collaborazione con Festival di Fotografia di Roma, la collana di narrativa breve Narramérica, la rassegna América Latina Tierra de Libros, in collaborazione con Più libri, più liberi.
Nel 2012 riprende la sua carriera di attrice iniziano un nuovo periodo di ricerca e realizzazione artistica. A Roma debutta con lo spettacolo "La Narratrice di Film" che attualmente è in tournée in Italia.

## Filmografia

### Cinema
- Sussi, regia di Gonzalo Justiniano (1987)
- The Lawless Land, regia di Jon Hess (1988)
- Caluga o menta, regia di Gonzalo Justiniano (1990)
- La Telenovela errante, regia di Raúl Ruiz (1991)
- Taquilleitor este Mar sabe demasiado, regia di Daniel de la Vega (1996)
- Bienvenida Casandra, regia di Marco Enríquez-Ominami (1996)
- Brigada Escorpión, regia di Joaquín Eyzaguirre (1997)
- La Buhardilla, regia di Rodrigo Sepúlveda (1997)
- Sucupira, La Comedia, regia di Vicente Sabatini (1997–1998)
- Cinco marineros y un ataúd verde, regia di Miguel Littín (1998)
- La Chica del Crillón, regia di Alberto Daiber (1999)

- Il futuro (2013), regia di Alicia Scherson.
- Pinochetboys (2009), film di Claudio del Valle.
- Monógamo sucesivo (2005), documentario di Pablo Basulto.
- El chacotero sentimental (1999), film di Cristián Galaz.
- EI Alma (2000), film di Pepe Maldonado.
- Traffic Santiago (1998), cortometraggio di Benjamín Galemiri

### Televisione
| Serie Televisive | Serie Televisive         | Serie Televisive                 | Serie Televisive |
| Anno             | Serie                    | Ruolo                            | Canale           |
| ---------------- | ------------------------ | -------------------------------- | ---------------- |
| 1986             | Secreto de familia       | Soledad Barca                    | Canal 13         |
| 1989             | La intrusa               | Carola                           | Canal 13         |
| 1990             | Acercate más             | Sully                            | Canal 13         |
| 1992             | Trampas y Caretas        | Ana Rosa Astudillo / Roxana Ross | TVN              |
| 1993             | Jaque Mate               | María del Rosario "Chery"        | TVN              |
| 1993             | Ámame                    | Macarena                         | TVN              |
| 1994             | Rompecorazón             | Haydeé "Rucia" Carrera           | TVN              |
| 1995             | Estupido Cupido          | Gloria Manterola                 | TVN              |
| 1996             | Sucupira                 | Regina Lineros                   | TVN              |
| 1996             | Loca Piel                | Estela Benque                    | TVN              |
| 1998             | Borrón y cuenta nueva    | Alejandra Valencia               | TVN              |
| 1999             | Aquelarre                | Rodolfa Patiño                   | TVN              |
| 2000             | Santoladrón              | Lorena Cortés                    | TVN              |
| 2014             | Vuelve temprano          | Maite Soler                      | TVN              |
| 2015             | La poseída               | Ernestina Riesco                 | TVN              |
| 2017             | Perdona nuestros pecados | Estela Undurraga Valdeavellano   | Mega             |

## Teatro
- La Narratrice di Film (2012) regia di Donatello Salamina Centro Culturale Il Funaro, Pistoia
- Un'Altra Fame (2007) di Diego Muñoz e Michela Andreozzi, regia Michela Andreozzi. Teatro Lo Spazio, Roma
- Déjala Sangrar (2006) di Benjamín Galemiri, regia Michela Andreozzi e Antonio Spadaro, Festival Quartieri dell'Arte
- Intendevo dire (2005) di Craig Lucas, regia Erich Breuer, Festival Quartieri dell'Arte
- Neruda, 100 años, recitale poetico (2004) con il Gruppo Chiloé e Alessandro Haber
- Imparerai di nuovo ad essere stella (2004) recitale poetico con Leo Gullotta
- Recitale Poetico, Neruda (2004) con Mariano Rigillo, Festival di Ravello
- EI Amor Intelectual (1999) di Benjamín Galemiri, regia Alejandro Goic
- Cielo Falso (1998) di Benjamín Galemiri, regia Alejandro Goic.
- Poeta en Nueva York (1998) performance, omaggio a García Lorca, regia Vicente Ruiz
- EI Seductor (1997) di Benjamín Galemiri, regia Alejandro Goic
- Un Dulce Aire Canalla (1995) di Benjamín Galemiri, regia Alejandro Goic
- EI Solitario (1994) di Benjamín Galemiri, regia Alejandro Goic
- EI Coordinador (1993) di Benjamín Galemiri, regia Alejandro Goic
- Chilena Dignidad (1993) performance, regia Vicente Ruiz
- Drácula (1992) regia Vicente Ruiz
- Performance Museo de Bellas Artes de Santiago (1992)
- Antígona (1991) spettacolo multimedia con la partecipazione del gruppo rock Los Prisioneros, regia Vicente Ruiz
- Teorema (1987) performance, regia Vicente Ruiz
- Cleopatras (1987–1990) spettacolo multimedia, regia Patricia Rivadeneira

Ha partecipato in diversi Festival di Teatro Internazionali in Costa Rica, Spagna, Colombia, Nicaragua, Brasile e Stati Uniti d'America.